# Mantidae
De Mantidae zijn een familie van insecten uit de orde bidsprinkhanen (Mantodea). 

## Geslachten
- Rhombodera
- Ameles Burmeister, 1838
- Litaneutria
- Hierodula Burmeister, 1838
- Ischnomantis
- Popa Stål, 1856
- Archimantis
- Iris Saussure, 1869
- Tenodera Burmeister, 1838